# أيزيدور إسحق رابي
إزيدور اسحاق رابي (بالإنجليزية: Isidor Isaac Rabi) ، ولد في ريمانوي في النمسا-المجر (اليوم هي تابعة لبولندا) بتاريخ 29 يوليو 1898 وتوفي بنيويورك بتاريخ 11 يناير 1988. فيزيائي أمريكي من والدين النمساوي هنغاري، الحائز على جائزة نوبل للفيزياء عام 1944.

## السيرة الذاتية
من عائلة يهودية، دخل الولايات المتحدة بعد عام من ولادته. تحصل على شهادة في الكيمياء من جامعة كورنيل في 1919 وتابع دراسته في جامعة كولومبيا، حيث حاز على شهادة الدكتوراه عام 1927.
بدأ رابي في 1930 البحث عن طبيعة القوى التي تربط البروتون في النواة الذرية ، مما أدى به إلى خلق طريقة الكشف الحزم الجزيئية عن طريق الرنين المغناطيسي، والتي منحته جائزة نوبل للفيزياء عام 1944.
في عام 1940، أعطي إجازة من جامعة كولومبيا للعمل على تطوير رادار بصفته مديرا مساعدا لمختبر الإشعاع في معهد ماساتشوستس للتكنولوجيا. كما وافق على مضض بأن يصبح مستشارا مع الالتزام بالذهاب إلى مختبر لوس ألاموس الوطني. الجنرال ليزلي غروفز أصر على مجيئه إلى لوس ألاموس.
بعد الحرب واصل جهوده البحثية، التي تسهم في اختراع الليزر والساعة الذرية. وهو مؤسس المختبر الوطني بروكهافن والمنظمة الأوروبية للبحوث النووية.

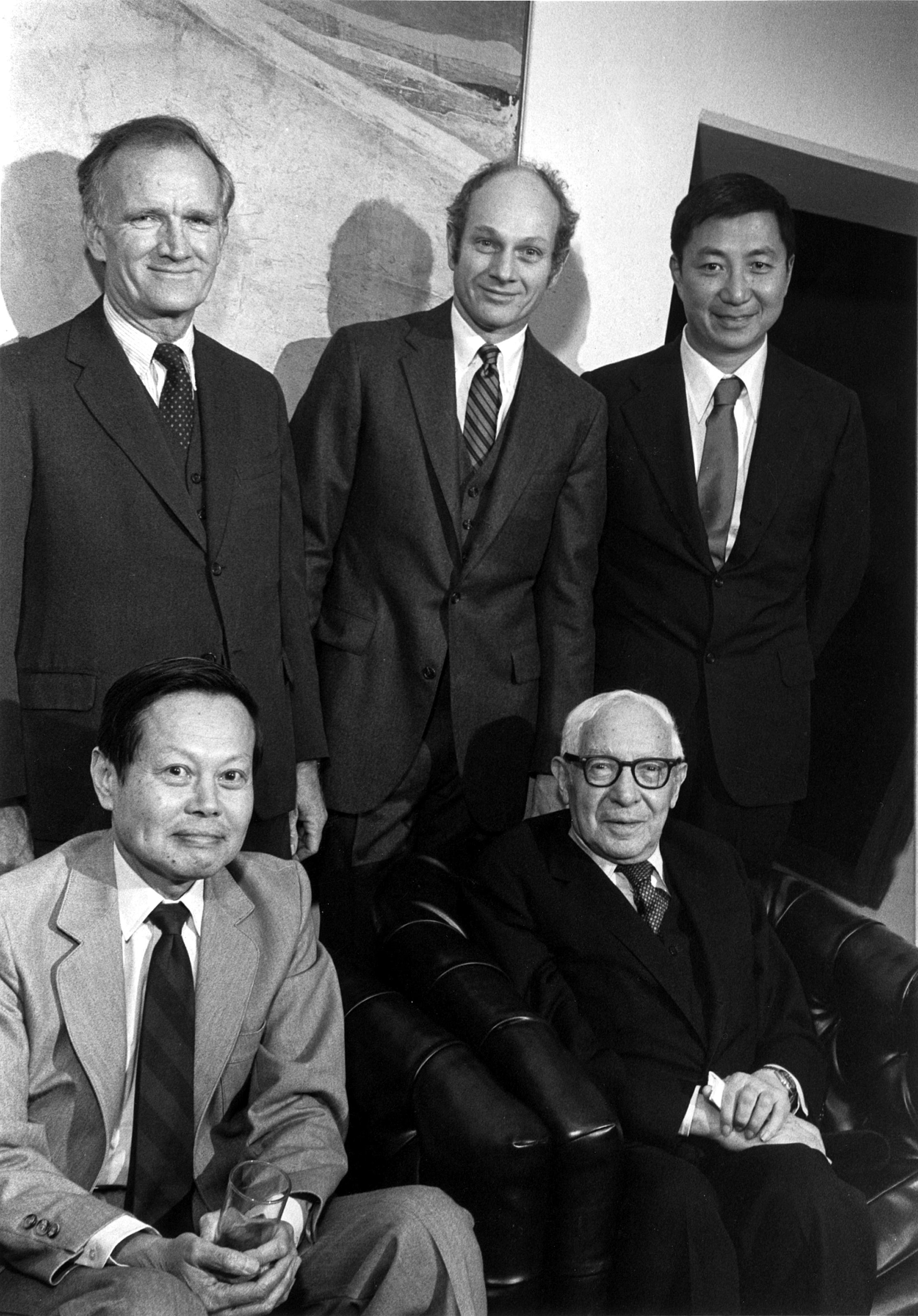
رابي (جالسًا على اليمين) مع زملائه الحائزين على جائزة نوبل (يقف من اليسار إلى اليمين) فال فيتش وجيمس كرونين وصموئيل تشاو تشونج تينج وتشين نينج يانج (جالسًا، يسارًا)

وهو معروف بمقولة "إن العالم سيكون أفضل من دون ادوارد تيلر"، الذي يعتبر أب القنبلة الهيدروجينية. في 1967، فاز بجائزة الذرة من أجل السلام.

## روابط خارجية
- أيزيدور إسحق رابي على موقع الموسوعة البريطانية (الإنجليزية)
- أيزيدور إسحق رابي على موقع مونزينجر (الألمانية)
- أيزيدور إسحق رابي على موقع ميوزك برينز (الإنجليزية)
- أيزيدور إسحق رابي على موقع إن إن دي بي (الإنجليزية)